# David Rovics

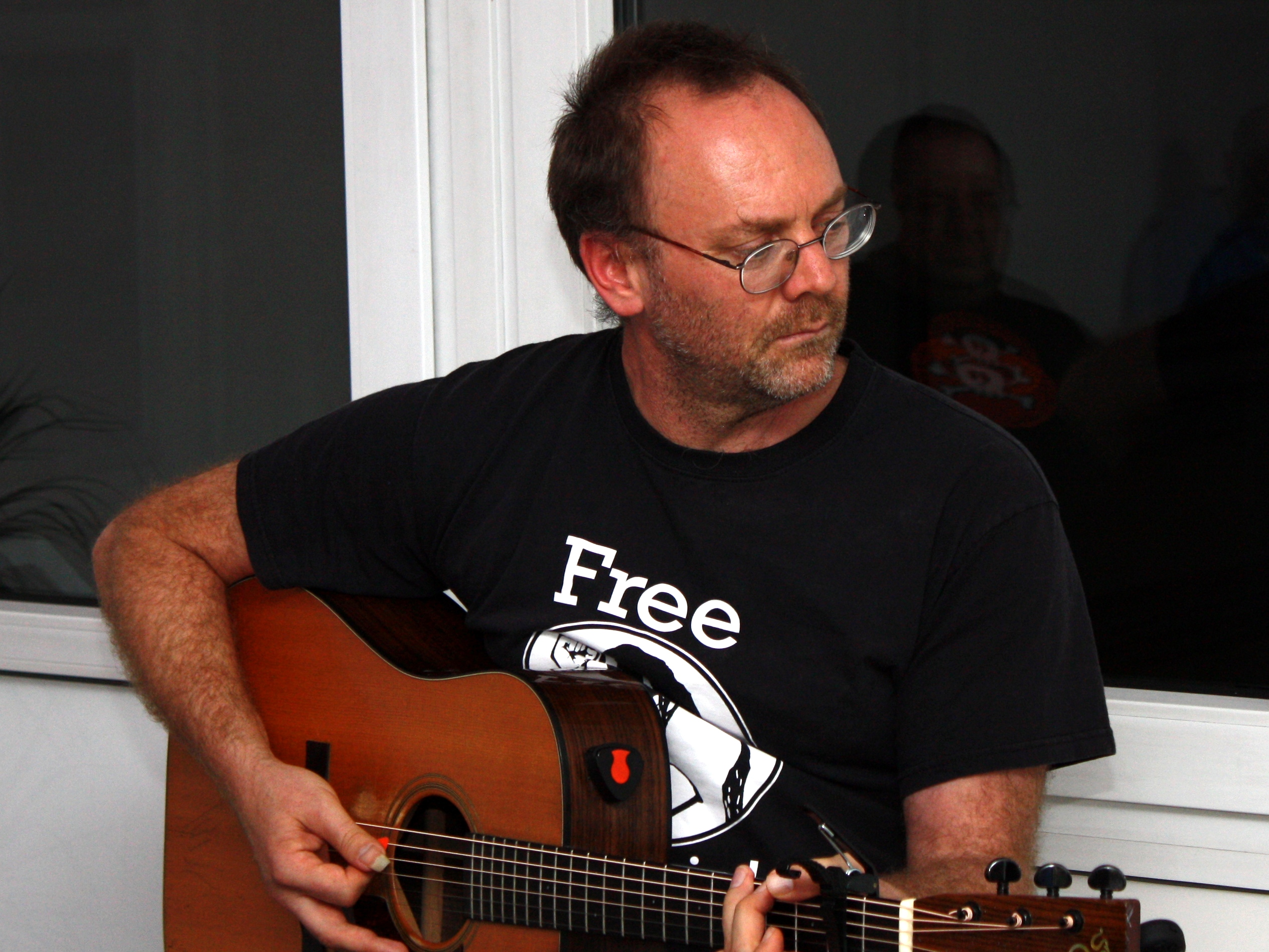
David Rovics am 24. September 2013 bei einem Auftritt in Frankfurt/Main.

David Rovics (* 10. April 1967 in New York City) ist ein US-amerikanischer Singer-Songwriter und politischer Aktivist. Seine Musik beinhaltet Themen wie den Irakkrieg 2003, Globalisierung/Globalisierungskritik und soziale Gerechtigkeit, aber auch über historische soziale Bewegungen, wie die der 1930er und 1960er Jahre.

## Leben
Rovics wuchs in Wilton (Connecticut) auf. Seine Eltern waren beide Musiker, so dass er auch selbst von klein auf Musik gemacht hat. Er besucht Deutschland regelmäßig und kann auch etwas deutsch sprechen.
Obwohl die meisten seiner Werke eingetragen und kommerziell vertrieben werden, sind sie auch kostenlos als MP3-Datei auf seiner Website erhältlich. Er fördert den freien Vertrieb seiner Arbeit. Er bietet seine Musik unter anderem über iTunes an, empfindet aber den Preis von 99 Cents pro Lied als „zu hoch“. Rovics schlug auch vor, seine Lieder auf Protestmärschen und Demonstrationen zu verwenden, wozu er Noten und Texte online aufbereitet hat. Dieses Werbemittel enthält Elemente der Lizenzschemata von Copyleft.
Rovics ist Mitglied der Gewerkschaft Industrial Workers of the World.
David Rovics ist verheiratet und hat eine Tochter. Das hat ihn inspiriert, auch Lieder für Kinder zu schreiben. Er lebt heute mit seiner Familie in Portland im US-Bundesstaat Oregon.